# Exilliteratur
La Exilliteratur (in italiano letteratura dell'esilio) è un genere di libri in lingua tedesca scritti da autori anti-nazisti, fede che li costrinse ad abbandonare la Germania e l'Austria tra il 1933 ed il 1945, ovvero durante l'apogeo del potere di Hitler. Le opere della Exilliteratur vennero scritte e pubblicate dagli autori segretamente e spesso con nomi falsi dal momento che l'abolizione della libertà di stampa ne aveva impedito la pubblicazione in patria.
Gran parte degli altri paesi europei che furono un sicuro rifugio per gli autori della Exilliteratur vennero poi occupati dalla Germania nazista e questo spinse gli autori a emigrare nuovamente altrove, spesso negli Stati Uniti o a prendere parte alle resistenze locali. Prima dell'occupazione tedesca dei Paesi Bassi nel 1940 molti scrittori, soprattutto di fede comunista o di origini ebraiche, avevano preso rifugio nei Paesi Bassi. Altri centri di rifugio per questi scrittori furono Parigi, Amsterdam, Stoccolma, Zurigo, Praga, Mosca oltre a New York ed al Messico.
Tra gli autori più noti di questo genere si ricordano Theodor Adorno,  Hannah Arendt, Walter Benjamin, Bertolt Brecht, Hermann Broch, Ernst Bloch, Elias Canetti, Veza Canetti, Alfred Döblin, Lion Feuchtwanger, Bruno Frank, Oskar Maria Graf, Hermann Hesse, Max Horkheimer, Heinrich Eduard Jacob, Hermann Kesten, Annette Kolb, Siegfried Kracauer, Emil Ludwig, Heinrich Mann, Klaus Mann, Erika Mann, Thomas Mann, Ludwig Marcuse, Robert Musil, Robert Neumann, Erich Maria Remarque, Ludwig Renn, Joseph Roth, Alice Rühle-Gerstel e Otto Rühle, Felix Salten, Anna Sebastian, Anna Seghers, Peter Weiss, Franz Werfel, Bodo Uhse, Max Brod, Arnold Zweig e Stefan Zweig.